# Izumi Shikibu

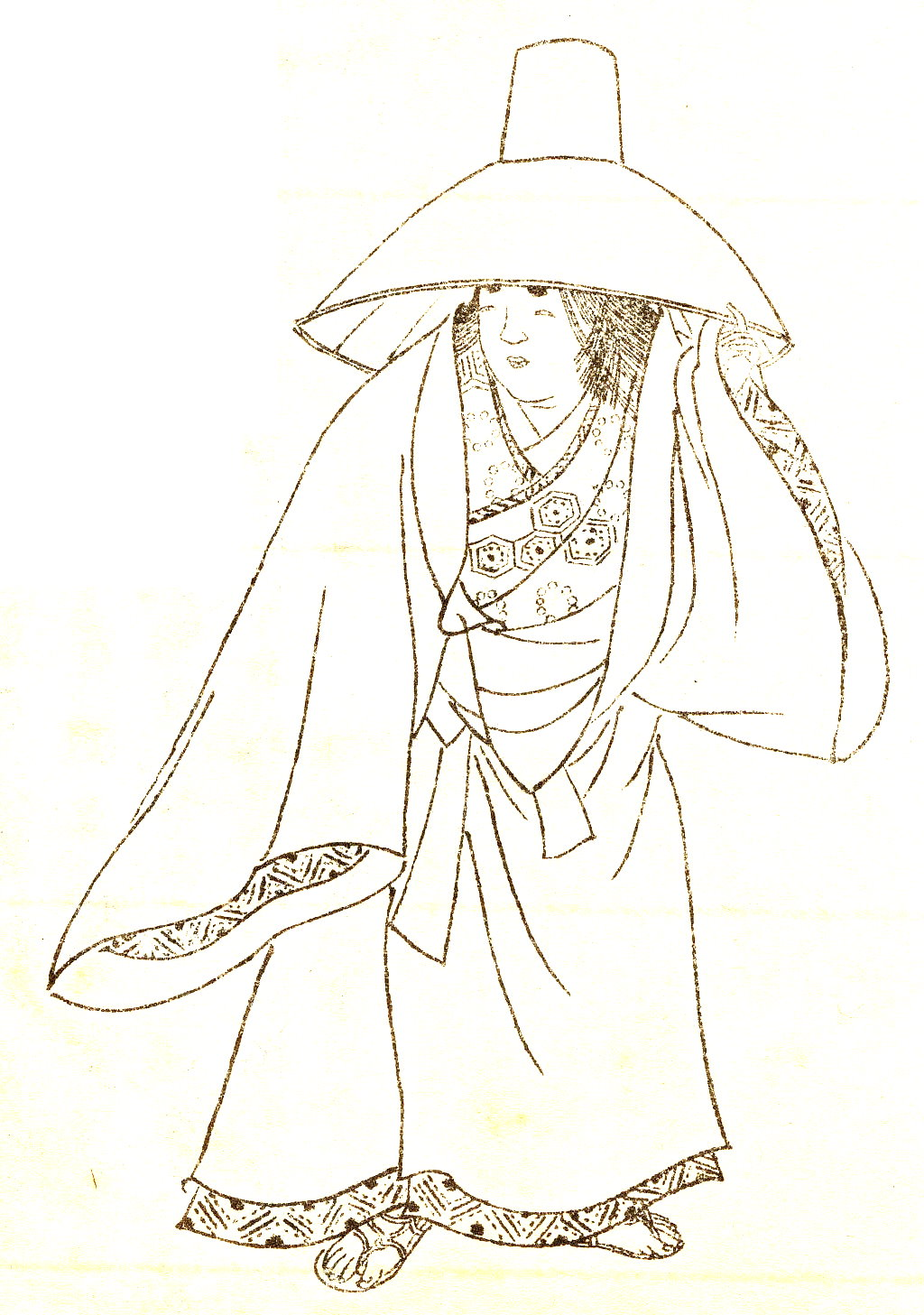
Izumi Shikibu desenată de artistul Kikuchi Yosai

Izumi Shikibu (în japoneză: 和泉式部), (n. 976 - d. 1033) a fost o poetă și prozatoare japoneză.
A fost contemporană cu Murasaki Shikibu și Akazome Emon și a fost unul din marii poeți ai acestei perioade.
A scris o lirică de factură erotică, de o explozivă prospețime a sentimentelor și o proză confesivă remarcabilă prin sinceritatea emoțională, subtilitatea analizei stărilor sufletești.
În acest sens, jurnalul personal care îi poartă numele (Izumi Shikibu nikki) este considerat una din capodoperele literaturii vechi nipone.